# Hælos
Hælos (stylizowane jako HÆLOS) – brytyjski zespół trip hopowy, założony w październiku 2014 roku. Wydał dwa albumy studyjne, z których debiutancki, Full Circle doszedł do 5. miejsca na liście Top Dance/Electronic Albums i 20. na Heatseekers Albums magazynu muzycznego Billboard. Zespół gra muzykę z kręgu trip hopu i indieelektroniki. Sam określa swój styl jako „dark euphoria” („mroczna euforia”).

## Historia i kariera muzyczna

### Początki
Trzej członkowie przyszłego brytyjskiego tria Hælos (HÆLOS): Lotti Benardout, Arthur Delaney i Dom Goldsmith przez szereg lat śpiewali w utworach innych artystów oraz jeździli w trasy koncertowe z innymi grupami poszukując jednocześnie własnej drogi i tożsamości muzycznej. W październiku 2014 roku opublikowali pod szyldem Hælos swój debiutancki singiel, „Dust”. Pod koniec tego samego roku wydali teledysk do tego utworu, wzbudzając uwagę i zainteresowanie słuchaczy. Ówczesną twórczość zespołu charakteryzowało połączenie damsko-męskich partii wokalnych z nastrojowymi pejzażami dźwiękowymi, tworzącymi razem hipnotyzującą i uwodzicielską atmosferę, którą członkowie określali jako „mroczna euforia” („dark euphoria”). Po „Dust” muzycy wydali singiel „Pray”. W marcu 2015 roku podpisali kontrakt z Matador Records dając w ciągu roku kilka koncertów, po czym wydali swoją debiutancką EP-kę, „Earth Not Above”, która zawierała wcześniej wydany utwór tytułowy i trzy nowe piosenki.

### Full Circle(2016)
Styczeń 2016 roku zespół rozpoczął od trasy koncertowej po Stanach Zjednoczonych; powrócił tam w marcu. 18 marca nakładem Matador Records ukazał się debiutancki album zespołu, Full Circle. Przywodził on na myśl czasy świetności trip hopu i brytyjskiej electroniki lat 90. (w tym Massive Attack i Portishead) prezentując wszystkie najważniejsze cechy tego gatunku: eteryczne wokale, wyciszone breakbeaty, wzbierające brzmienie instrumentów klawiszowych i okazjonalnie pobrzmiewającą gitarę. Drugim punktem odniesienia dla tria był, ze względu na sposób wykorzystania męskich i żeńskich wokali, wyciszony, spowolniony charakter piosenek i ich melancholijną estetykę, zespół The xx. Album doszedł do 5. miejsca na liście Top Dance/Electronic Albums i do 20. na Heatseekers Albums magazynu muzycznego Billboard. Sukces debiutanckiego albumu wynikał nie tylko z ich umiejętności przerobienia klasycznego trip hopowego brzmienia (Massive Attack, Portishead i Tricky) z lat 90. na potrzeby współczesnej publiczności, ale także z zdolności muzyków do zagłębiania się w kluczowe, uniwersalne tematy, takie jak miłość, wiara i strata.

### Any Random Kindness(2019)
Zespół powrócił na początku 2019 roku z nowym członkiem, Danielem Vildósolą, i nowym singlem, „Kyoto”. Utwór ten znalazł się na drugim długogrającym albumie grupy, Any Random Kindness, który wydany został w maju tego samego roku. Kunsztowne i nastrojowe wydawnictwo stanowiło dopracowanie i rozszerzenie estetyki, którą zespół zaprezentował na swoim debiutanckim albumie, Full Circle. Muzycy poszerzyli swoje brzmienie wykorzystując w większym stopniu fizyczne instrumenty i analogowe syntezatory i odnajdując dzięki temu nowe muzyczne ścieżki muzycznej eksploracji. W warstwie tekstowej zagadnienia miłości, wiary i straty z debiutanckiego albumu zastąpiły takie tematy jak: zniszczenie planety, pustka i samotność w mediach społecznościowych. 
Wydany 26 czerwca 2020 roku utwór, zatytułowany „Unknown Melody” był pewną oznaką tego, iż zespół po wydaniu dwóch pierwszych albumów zmienił nieco kierunek swoich zainteresowań nawiązując do muzyki spod znaku electro z połowy I dekady XXI wieku i swoich poszukiwań muzycznych z tamtego okresu. Utwór, którego producentem był Dom Goldsmith, wydany został nakładem własnej wytwórni zespołu, Æ.

### Somnum(2021)
9 kwietnia 2021 roku zespół udostępnił w formie cyfrowej ambientową EP-kę, Somnum, zainspirowaną snem (lub, w tym przypadku, jego brakiem). Wydawnictwo zwiastował utwór tytułowy, zaprezentowany w marcu. Jak wyjaśniała Lotti Benardout:

Każdy z nas ma problemy ze snem, choć z różnych powodów. Ja przemierzam zupełnie nowe cykle macierzyństwa z moim nowym synkiem, Daniel często pracuje w nocy jako inżynier w studio, a Dom od lat zmaga się z szumami w uszach. Zainspirowało nas to do stworzenia ambientowej płyty.

## Nazwa
Muzycy początkowo nazywali się Halos, ale dodali pretensjonalną samogłoskę, aby uniknąć pomyłki z amerykańskim artystą o pseudonimie Halo, wykonującym rock chrześcijański.

## Dyskografia

### Albumy
- Full Circle (18 marca 2016)[2][12][13]
- Any Random Kindness (10 maja 2019)[2][12][13]

### EP
- Earth Not Above EP (2015[2], 29 maja 2015[13], czerwiec 2015[12])
- Deep State (26 listopada 2019, digital file)[2]
- Somnum (2021, digital file)[13], (2022, winyl, 12")[2][12]

### Single
- „Pray” (promo, 2015)[12]
- „Pray/Dust” (2015)[12], (2016)[2]
- „Dust” (2016)[12][2]
- „Separate Lives” (promo, kwiecień 2016)[12]
- „Oracle” (promo, 2016)[12]
- „Buried in the Sand (Lindstrøm & Prins Thomas Remix)” (2018, digital file)[2]
- „Kyoto” (23 stycznia 2019, digital file)[13]
- „Boy/Girl” (14 lutego 2019, digital file)[13]
- „Another Universe” (2019, digital file)[2]
- „Unknown Melody” (26 czerwca 2020, digital file)[13]
- „Perfectly Broken” (24 lipca 2020, digital file)[13]
- „Hold On” (21 sierpnia 2020, digital file)[13]
- „I'm There” (23 października 2020, digital file)[13]